# 扎普魯德季亞 (卡明-卡希爾西基區)
51°25′7″N 24°51′3″E / 51.41861°N 24.85083°E
扎普魯德季亞（烏克蘭語：Запруддя），是烏克蘭西北部的村莊，隸屬沃倫州的卡明-卡希爾斯基區。該村面積1.56平方公里，海拔高度167米，2001年人口246，人口密度每平方公里157.39人。